# Welsh Premier League 2016-2017
La Welsh Premier League 2016-2017 è la 25ª edizione della massima serie del campionato di calcio gallese.

## Stagione

### Novità
Il Port Talbot Town e l'Haverfordwest County sono retrocessi nella Welsh Football League Division One e sono promossi in Welsh Premier League il Cardiff Metropolitan University e il Cefn Druids.

### Regolamento
Le 12 squadre si affrontano in un girone di andata e ritorno, per un totale di 22 giornate. Al termine, le squadre sono divise in due gruppi di sei, in base alla classifica. Ogni squadra incontra le altre del proprio gruppo, in partite di andata e ritorno, per un totale di altre 10 giornate.
La squadra campione è ammessa al secondo turno di qualificazione della UEFA Champions League 2017-2018.
La seconda classificata è ammessa al primo turno di qualificazione della UEFA Europa League 2017-2018.
Le squadre classificate dal terzo al sesto posto partecipano ai play-off per l'assegnazione di un altro posto nel primo turno di qualificazione della UEFA Europa League 2017-2018.
L'11ª e la 12ª classificata sono retrocesse direttamente in Cymru Alliance o in Welsh Football League Division One.

## Squadre partecipanti
| Club                            | Città         | Stadio                          | Stagione 2015-2016                             |
| ------------------------------- | ------------- | ------------------------------- | ---------------------------------------------- |
| Aberystwyth Town                | Aberystwyth   | Park Avenue                     | 8º posto in Premier League                     |
| Airbus UK Broughton             | Broughton     | The Airfield                    | 6º posto in Premier League                     |
| Bala Town                       | Bala          | Maes Tegid                      | 2º posto in Premier League                     |
| Bangor City                     | Bangor        | Farrar Road Stadium             | 9º posto in Premier League                     |
| Carmarthen Town                 | Carmarthen    | Richmond Park                   | 7º posto in Premier League                     |
| Connah's Q.N.                   | Connah's Quay | Deeside Stadium                 | 4º posto in Premier League                     |
| Cardiff Metropolitan University | Cardiff       | Cyncoed Campus Artificial Pitch | 1º posto in Welsh Football League Division One |
| Llandudno                       | Llandudno     | Maesdu Park                     | 3º posto in Premier League                     |
| Cefn Druids                     | Cefn Mawr     | Rhosymedre Stadium              | 1º posto in Cymru Alliance                     |
| Newtown                         | Newtown       | Latham Park                     | 5º posto in Premier League                     |
| Rhyl                            | Rhyl          | Corbett Sports Stadium          | 11º posto in Premier League                    |
| The New Saints                  | Oswestry      | Park Hall                       | Campione del Galles                            |

## Stagione regolare

### Classifica finale
|  | Pos. | Squadra                         | Pt | G  | V  | N | P  | GF | GS | DR  |
|  | ---- | ------------------------------- | -- | -- | -- | - | -- | -- | -- | --- |
|  | 1.   | The New Saints                  | 64 | 22 | 21 | 1 | 0  | 77 | 14 | +63 |
|  | 2.   | Connah's Q.N.                   | 43 | 22 | 12 | 7 | 3  | 33 | 16 | +17 |
|  | 3.   | Bala Town                       | 40 | 22 | 11 | 7 | 4  | 41 | 27 | +14 |
|  | 4.   | Bangor City                     | 36 | 22 | 11 | 3 | 8  | 35 | 34 | +1  |
|  | 5.   | Cardiff Metropolitan University | 31 | 22 | 9  | 4 | 9  | 28 | 18 | +10 |
|  | 6.   | Carmarthen Town                 | 28 | 22 | 7  | 7 | 8  | 30 | 30 | 0   |
|  | 7.   | Llandudno                       | 26 | 22 | 6  | 8 | 8  | 18 | 29 | -11 |
|  | 8.   | Aberystwyth Town                | 23 | 22 | 7  | 2 | 13 | 25 | 41 | -16 |
|  | 9.   | Rhyl                            | 21 | 22 | 6  | 3 | 13 | 27 | 56 | -29 |
|  | 10.  | Cefn Druids                     | 20 | 22 | 4  | 8 | 10 | 24 | 40 | -16 |
|  | 11.  | Newtown                         | 19 | 22 | 4  | 7 | 11 | 26 | 32 | -6  |
|  | 12.  | Airbus UK Broughton             | 15 | 22 | 4  | 3 | 15 | 28 | 55 | -27 |

Legenda:
      Ammesse alla poule scudetto
      Ammesse alla poule retrocessione
Note:

Tre punti a vittoria, uno a pareggio, zero a sconfitta.

### Risultati

#### Tabellone
|                | Abe  | Abr  | Bal  | Ban  | Cad  | Cam  | Cdr  | Com  | Lla  | New  | Rhy  | TNS    |
| -------------- | ---- | ---- | ---- | ---- | ---- | ---- | ---- | ---- | ---- | ---- | ---- | ------ |
| Aberystwyth    | –––– | 3–1  | 1–3  | 0–3  | 0–2  | 0–3  | 0–1  | 1–3  | 0–0  | 1–0  | 4–0  | 1–5    |
| Airbus UK      | 0-1  | –––– | 2–4  | 4–2  | 1–0  | 1–1  | 3–2  | 0–3  | 2–3  | 0–2  | 0–3  | 1–4    |
| Bala Town      | 4-0  | 3-3  | –––– | 1–1  | 1–0  | 0–0  | 2–0  | 0–0  | 3–0  | 1–0  | 6–1  | 0–2    |
| Bangor City    | 4-0  | 2-1  | 2-0  | –––– | 2–1  | 1–2  | 2–1  | 0–2  | 2–1  | 2–1  | 3–2  | 1–2    |
| Cardiff MU     | 1–0  | 2–0  | 0–1  | 4–0  | –––– | 1–3  | 5–0  | 1–2  | 1–1  | 2–1  | 4–0  | 1–2    |
| Carmarthen     | 0–5  | 2–1  | 2–3  | 1–1  | 0–0  | –––– | 2–2  | 0–0  | 0–1  | 3–1  | 5–0  | 2–4    |
| Cefn Druids    | 0–3  | 2–2  | 4–4  | 2–3  | 0–0  | 0–0  | –––– | 0–0  | 1–3  | 1–0  | 4–3  | 0–2    |
| Connah's Quay  | 4–0  | 5–1  | 1–1  | 2–2  | 0–0  | 1–0  | 1–0  | –––– | 1–1  | 1–0  | 2–0  | 0–3    |
| Llandudno      | 0–1  | 2–0  | 1–3  | 1–0  | 0–1  | 2–0  | 0–0  | 0–2  | –––– | 0–0  | 2–2  | 0–5    |
| Newtown        | 2–2  | 2–4  | 0–0  | 1–2  | 0–1  | 4–2  | 1–1  | 2–1  | 0–0  | –––– | 3–3  | 3–3    |
| Rhyl           | 3–1  | 3–1  | 2–0  | 1–0  | 1–0  | 0–1  | 0–3  | 1–2  | 0–0  | 1–3  | –––– | 1-2    |
| The New Saints | 2–1  | 4–0  | 5–1  | 4–0  | 3–1  | 2–1  | 4–0  | 3–0  | 5–0  | 1–0  | 10–0 | ––––\| |

#### Calendario
| Prima giornata (1ª) |     |                                 |
|                     |     |                                 |
| 12 ago.             | 2-1 | Bangor City-Cefn Druids         |
| 13 ago.             | 0-0 | Newtown-Bala Town               |
| 13 ago.             | 0-0 | Carmarthen Town-Connah's Quay   |
| 14 ago.             | 1-0 | Airbus UK-Cardiff MU            |
| 14 ago.             | 0-0 | Rhyl-Llandudno                  |
| 14 ago.             | 2-1 | The New Saints-Aberystwyth Town |

| Seconda giornata (2ª) |     |                            |
|                       |     |                            |
| 20 ago.               | 4-2 | Newtown-Carmarthen Town    |
| 20 ago.               | 0-3 | Rhyl-Cefn Druids           |
| 20 ago.               | 0-5 | Llandudno-The New Saints   |
| 21 ago.               | 0-1 | Airbus UK-Aberystwyth Town |
| 21 ago.               | 0-2 | Bangor City-Connah's Quay  |
| 21 ago.               | 0-1 | Cardiff MU-Bala Town       |

| Terza giornata (3ª) |      |                            |
|                     |      |                            |
| 27 ago.             | 2-1  | Carmarthen Town-Airbus UK  |
| 27 ago.             | 0-0  | Cefn Druids-Cardiff MU     |
| 27 ago.             | 2-0  | Bangor City-Bala Town      |
| 28 ago.             | 1-0  | Connah's Quay-Newtown      |
| 28 ago.             | 0-1  | Llandudno-Aberystwyth Town |
| 28 ago.             | 10-0 | The New Saints-Rhyl        |

| Quarta giornata (4ª) |     |                           |
|                      |     |                           |
| 30 ago.              | 0-0 | Bala Town-Carmarthen Town |
| 30 ago.              | 2-0 | Llandudno-Airbus UK       |
| 31 ago.              | 1-2 | Cardiff MU-The New Saints |
| 31 ago.              | 2-1 | Bangor City-Newtown       |
| 31 ago.              | 0-0 | Cefn Druids-Connah's Quay |
| 31 ago.              | 3-1 | Rhyl-Aberystwyth Town     |

| Quinta giornata (5ª) |     |                              |
|                      |     |                              |
| 3 set.               | 0-1 | Carmarthen Town-Llandudno    |
| 3 set.               | 4-0 | Bangor City-Aberystwyth Town |
| 3 set.               | 1-1 | Connah's Quay-Bala Town      |
| 4 set.               | 1-4 | Airbus UK-The New Saints     |
| 4 set.               | 1-1 | Newtown-Cefn Druids          |
| 4 set.               | 1-0 | Rhyl-Cardiff MU              |

| Sesta giornata (6ª) |     |                                  |
|                     |     |                                  |
| 10 set.             | 0-3 | Aberystwyth Town-Carmarthen Town |
| 10 set.             | 0-0 | Llandudno-Newtown                |
| 10 set.             | 3-1 | Rhyl-Airbus UK                   |
| 11 set.             | 2-0 | Bala Town-Cefn Druids            |
| 11 set.             | 1-2 | Cardiff MU-Connah's Quay         |
| 11 set.             | 4-0 | The New Saints-Bangor City       |

| Settima giornata (7ª) |     |                                |
|                       |     |                                |
| 17 set.               | 1-1 | Carmarthen Town-Bangor City    |
| 17 set.               | 3-3 | Newtown-Rhyl                   |
| 17 set.               | 5-1 | The New Saints-Bala Town       |
| 18 set.               | 3-2 | Airbus UK-Cefn Druids          |
| 18 set.               | 0-1 | Llandudno-Cardiff MU           |
| 18 set.               | 4-0 | Connah's Quay-Aberystwyth Town |

| Ottava giornata (8ª) |     |                                  |
|                      |     |                                  |
| 20 set.              | 0-2 | Bala Town-The New Saints         |
| 20 set.              | 2-1 | Cardiff MU-Newtown               |
| 20 set.              | 0-5 | Carmarthen Town-Aberystwyth Town |
| 20 set.              | 2-2 | Cefn Druids-Airbus UK            |
| 20 set.              | 1-1 | Connah's Quay-Llandudno          |
| 20 set.              | 1-0 | Rhyl-Bangor City                 |

| Nona giornata (9ª) |     |                                |
|                    |     |                                |
| 23 set.            | 1-1 | Bala Town-Bangor City          |
| 24 set.            | 2-4 | Newtown-Airbus UK              |
| 24 set.            | 1-0 | Cardiff MU-Aberystwyth Town    |
| 25 set.            | 2-0 | Connah's Quay-Rhyl             |
| 25 set.            | 2-1 | The New Saints-Carmarthen Town |
| 25 set.            | 0-0 | Llandudno-Cefn Druids          |

| Decima giornata (10ª) |     |                                 |
|                       |     |                                 |
| 30 set.               | 4-3 | Cefn Druids-Rhyl                |
| 1º ott.               | 1-5 | Aberystwyth Town-The New Saints |
| 1º ott.               | 2-3 | Airbus UK-Llandudno             |
| 2 ott.                | 1-0 | Bala Town-Newtown               |
| 2 ott.                | 2-1 | Bangor City-Cardiff MU          |
| 2 ott.                | 1-0 | Connah's Quay-Carmarthen Town   |

| Undicesima giornata (11ª) |     |                           |
|                           |     |                           |
| 14 ott.                   | 4-0 | Aberystwyth Town-Rhyl     |
| 15 ott.                   | 3-1 | Carmarthen Town-Newtown   |
| 15 ott.                   | 5-0 | The New Saints-Llandudno  |
| 16 ott.                   | 3-3 | Bala Town-Airbus UK       |
| 16 ott.                   | 5-0 | Cardiff MU-Cefn Druids    |
| 16 ott.                   | 2-2 | Connah's Quay-Bangor City |

| Dodicesima giornata (12ª) |     |                            |
|                           |     |                            |
| 21 ott.                   | 4-4 | Cefn Druids-Bala Town      |
| 22 ott.                   | 1-1 | Airbus UK-Carmarthen Town  |
| 22 ott.                   | 3-2 | Bangor City-Rhyl           |
| 23 ott.                   | 0-0 | Aberystwyth Town-Llandudno |
| 23 ott.                   | 0-0 | Connah's Quay-Cardiff MU   |
| 23 ott.                   | 1-0 | The New Saints-Newtown     |

| Tredicesima giornata (13ª) |     |                              |
|                            |     |                              |
| 28 ott.                    | 2-3 | Cefn Druids-Bangor City      |
| 29 ott.                    | 2-3 | Carmarthen Town-Bala Town    |
| 29 ott.                    | 0-0 | Newtown-Llandudno            |
| 29 ott.                    | 3-1 | Aberystwyth Town-Airbus UK   |
| 30 ott.                    | 4-0 | Cardiff MU-Rhyl              |
| 30 ott.                    | 3-0 | The New Saints-Connah's Quay |

| Quattordicesima giornata (14ª) |     |                                |
|                                |     |                                |
| 4 nov.                         | 1-3 | Cefn Druids-Llandudno          |
| 5 nov.                         | 1-3 | Aberystwyth Town-Connah's Quay |
| 5 nov.                         | 0-2 | Airbus UK-Newtown              |
| 5 nov.                         | 1-0 | Bala Town-Cardiff MU           |
| 5 nov.                         | 0-1 | Rhyl-Carmarthen Town           |
| 5 nov.                         | 1-2 | Bangor City-The New Saints     |

| Quindicesima giornata (15ª) |     |                             |
|                             |     |                             |
| 11 nov.                     | 4-0 | Bala Town-Aberystwyth Town  |
| 13 nov.                     | 1-2 | Newtown-Bangor City         |
| 13 nov.                     | 2-0 | Cardiff MU-Airbus UK        |
| 13 nov.                     | 0-2 | Llandudno-Connah's Quay     |
| 13 nov.                     | 2-2 | Carmarthen Town-Cefn Druids |
| 14 dic.                     | 1-2 | Rhyl-The New Saints         |

| Sedicesima giornata (16ª) |     |                                |
|                           |     |                                |
| 18 nov.                   | 2-4 | Carmarthen Town-The New Saints |
| 19 nov.                   | 1-3 | Llandudno-Bala Town            |
| 19 nov.                   | 0-3 | Airbus UK-Rhyl                 |
| 19 nov.                   | 4-0 | Cardiff MU-Bangor City         |
| 19 nov.                   | 2-1 | Newtown-Connah's Quay          |
| 7 gen.                    | 0-1 | Aberystwyth Town-Cefn Druids   |

| Diciassettesima giornata (17ª) |     |                             |
|                                |     |                             |
| 25 nov.                        | 1-0 | Cefn Druids-Newtown         |
| 25 nov.                        | 1-2 | Rhyl-Connah's Quay          |
| 25 nov.                        | 1-3 | Aberystwyth Town-Bala Town  |
| 25 nov.                        | 4-0 | The New Saints-Airbus UK    |
| 26 nov.                        | 1-2 | Bangor City-Carmarthen Town |
| 27 nov.                        | 1-1 | Cardiff MU-Llandudno        |

| Diciottesima giornata (18ª) |     |                              |
|                             |     |                              |
| 10 dic.                     | 3-1 | The New Saints-Cardiff MU    |
| 10 dic.                     | 1-3 | Rhyl-Newtown                 |
| 10 dic.                     | 2-0 | Llandudno-Carmarthen Town    |
| 13 dic.                     | 1-0 | Connah's Quay-Cefn Druids    |
| 20 dic.                     | 2-4 | Airbus UK-Bala Town          |
| 20 dic.                     | 0-3 | Aberystwyth Town-Bangor City |

| Diciannovesima giornata (19ª) |     |                              |
|                               |     |                              |
| 16 dic.                       | 0-3 | Cefn Druids-Aberystwyth Town |
| 17 dic.                       | 5-0 | Carmarthen Town-Rhyl         |
| 17 dic.                       | 0-1 | Newtown-Cardiff MU           |
| 17 dic.                       | 3-0 | Bala Town-Llandudno          |
| 17 dic.                       | 2-1 | Bangor City-Airbus UK        |
| 17 dic.                       | 0-3 | Connah's Quay-The New Saints |

| Ventesima giornata (20ª) |     |                            |
|                          |     |                            |
| 26 dic.                  | 0-3 | Airbus UK-Connah's Quay    |
| 26 dic.                  | 1-0 | Aberystwyth Town-Newtown   |
| 26 dic.                  | 6-1 | Bala Town-Rhyl             |
| 26 dic.                  | 2-1 | Bangor City-Llandudno      |
| 26 dic.                  | 4-0 | The New Saints-Cefn Druids |
| 31 dic.                  | 1-3 | Cardiff MU-Carmarthen Town |

| Ventunesima giornata (21ª) |     |                            |
|                            |     |                            |
| 26 dic.                    | 0-0 | Carmarthen Town-Cardiff MU |
| 30 dic.                    | 0-2 | Cefn Druids-The New Saints |
| 30 dic.                    | 5-1 | Connah's Quay-Airbus UK    |
| 30 dic.                    | 2-0 | Rhyl-Bala Town             |
| 31 dic.                    | 2-2 | Newtown-Aberystwyth Town   |
| 1º gen.                    | 1-0 | Llandudno-Bangor City      |

| \| Ventiduesima giornata (22ª) \| \| \| \| \| \| \| \| 14 gen. \| 3-3 \| Newtown-The New Saints \| \| 14 gen. \| 0-2 \| Aberystwyth Town-Cardiff MU \| \| 14 gen. \| 4-2 \| Airbus UK-Bangor City \| \| 14 gen. \| 0-0 \| Bala Town-Connah's Quay \| \| 14 gen. \| 0-0 \| Cefn Druids-Carmarthen Town \| \| 14 gen. \| 2-2 \| Llandudno-Rhyl \| |     |                             |
| Ventiduesima giornata (22ª) |     |                             |
| |     |                             |
| 14 gen. | 3-3 | Newtown-The New Saints      |
| 14 gen. | 0-2 | Aberystwyth Town-Cardiff MU |
| 14 gen. | 4-2 | Airbus UK-Bangor City       |
| 14 gen. | 0-0 | Bala Town-Connah's Quay     |
| 14 gen. | 0-0 | Cefn Druids-Carmarthen Town |
| 14 gen. | 2-2 | Llandudno-Rhyl              |

## Poule scudetto
Le squadre mantengono i punti conquistati nella stagione regolare.

### Classifica finale
Ultimo aggiornamento: 9 aprile 2017.
|                   | Pos. | Squadra                         | Pt | G  | V  | N  | P  | GF  | GS | DR  |
| ----------------- | ---- | ------------------------------- | -- | -- | -- | -- | -- | --- | -- | --- |
| Galles (bandiera) | 1.   | The New Saints                  | 85 | 32 | 28 | 1  | 3  | 101 | 26 | +75 |
|                   | 2.   | Connah's Q.N.                   | 58 | 32 | 16 | 10 | 6  | 45  | 24 | +21 |
| Welsh Cup         | 3.   | Bala Town                       | 57 | 32 | 16 | 9  | 7  | 61  | 46 | +15 |
|                   | 4.   | Bangor City                     | 52 | 32 | 16 | 4  | 12 | 53  | 53 | 0   |
|                   | 5.   | Carmarthen Town                 | 39 | 32 | 10 | 9  | 13 | 40  | 46 | -6  |
|                   | 6.   | Cardiff Metropolitan University | 36 | 32 | 10 | 6  | 16 | 41  | 41 | 0   |

Legenda:
      Campione del Galles e ammessa alla UEFA Champions League 2017-2018
      Ammesse alla UEFA Europa League 2017-2018
 Ammesse allo spareggio Europa League
Note:

Tre punti a vittoria, uno a pareggio, zero a sconfitta.

### Risultati

#### Tabellone
|                 | Bal   | Ban   | Cad   | Cam   | Com   | TNS   |
| --------------- | ----- | ----- | ----- | ----- | ----- | ----- |
| Bala Town       | ----- | 3-2   | 3-1   | 1-1   | 1-1   | 4-6   |
| Bangor City     | 1-2   | ----- | 3-2   | 0-2   | 2-1   | 3-0   |
| Cardiff MU      | 2-3   | 2-3   | ----- | 2-2   | 0-0   | 0-5   |
| Carmarthen Town | 0-1   | 2-3   | 0-4   | ----- | 1-3   | 1-0   |
| Connah's Quay   | 2-0   | 1-1   | 2-0   | 0-1   | ----- | 2-1   |
| The New Saints  | 3-2   | 4-0   | 2-0   | 2-0   | 1-0   | ----- |

#### Calendario
| Andata (1ª) | Andata (1ª) | Prima giornata                | Ritorno (6ª) | Ritorno (6ª) |
|             |             |                               |              |              |
| 4 feb.      | 0-1         | Connah's Quay-Carmarthen Town | 3-1          | 18 mar.      |
| 4 feb.      | 2-0         | The New Saints-Cardiff MU     | 5-0          | 18 mar.      |
| 4 feb.      | 3-2         | Bala Town-Bangor City         | 2-1          | 17 mar.      |

| Andata (2ª) | Andata (2ª) | Seconda giornata               | Ritorno (7ª) | Ritorno (7ª) |
|             |             |                                |              |              |
| 10 feb.     | 3-1         | Bala Town-Cardiff MU           | 3-2          | 25 mar.      |
| 10 feb.     | 2-1         | Bangor City-Connah's Quay      | 1-1          | 25 mar.      |
| 11 feb.     | 1-0         | Carmarthen Town-The New Saints | 0-2          | 25 mar.      |

| Andata (3ª) | Andata (3ª) | Terza giornata               | Ritorno (8ª) | Ritorno (8ª) |
|             |             |                              |              |              |
| 18 feb.     | 0-1         | Carmarthen Town-Bala Town    | 1-1          | 8 apr.       |
| 18 feb.     | 3-2         | Bangor City-Cardiff MU       | 3-2          | 9 apr.       |
| 21 mar.     | 2-1         | Connah's Quay-The New Saints | 0-1          | 7 apr.       |

| Andata (4ª) | Andata (4ª) | Quarta giornata            | Ritorno (9ª) | Ritorno (9ª) |
|             |             |                            |              |              |
| 3 mar.      | 1-1         | Bala Town-Connah's Quay    | 0-2          | 14 apr.      |
| 4 mar.      | 2-2         | Cardiff MU-Carmarthen Town | 4-0          | 14 apr.      |
| 4 mar.      | 4-0         | The New Saints-Bangor City | 0-3          | 14 apr.      |

| \| Andata (5ª) \| Andata (5ª) \| Quinta giornata \| Ritorno (10ª) \| Ritorno (10ª) \| \| \| \| \| \| \| \| 11 mar. \| 2-3 \| Carmarthen Town-Bangor City \| 2-0 \| 22 apr. \| \| 11 mar. \| 2-0 \| Connah's Quay-Cardiff MU \| 0-0 \| 22 apr. \| \| 12 mar. \| 3-2 \| The New Saints-Bala Town \| 6-4 \| 22 apr. \| |             |                             |               |               |
| Andata (5ª) | Andata (5ª) | Quinta giornata             | Ritorno (10ª) | Ritorno (10ª) |
| |             |                             |               |               |
| 11 mar. | 2-3         | Carmarthen Town-Bangor City | 2-0           | 22 apr.       |
| 11 mar. | 2-0         | Connah's Quay-Cardiff MU    | 0-0           | 22 apr.       |
| 12 mar. | 3-2         | The New Saints-Bala Town    | 6-4           | 22 apr.       |

## Poule retrocessione
Le squadre mantengono i punti conquistati nella stagione regolare.

### Classifica
|  | Pos. | Squadra             | Pt | G  | V  | N  | P  | GF | GS | DR  |
|  | ---- | ------------------- | -- | -- | -- | -- | -- | -- | -- | --- |
|  | 1.   | Newtown             | 45 | 32 | 12 | 9  | 11 | 59 | 41 | +18 |
|  | 2.   | Cefn Druids         | 39 | 32 | 9  | 12 | 11 | 40 | 48 | -8  |
|  | 3.   | Llandudno           | 35 | 32 | 7  | 14 | 11 | 31 | 45 | -14 |
|  | 4.   | Aberystwyth Town    | 34 | 32 | 10 | 4  | 18 | 41 | 63 | -22 |
|  | 5.   | Rhyl                | 30 | 32 | 8  | 6  | 18 | 38 | 76 | -38 |
|  | 6.   | Airbus UK Broughton | 21 | 32 | 5  | 6  | 21 | 37 | 78 | -41 |

Legenda:
      Retrocesse in Cymru Alliance 2017-2018 o in Welsh Football League Division One 2017-2018
Note:

Tre punti a vittoria, uno a pareggio, zero a sconfitta.

### Risultati

#### Tabellone
|                  | Abe   | Abr   | Cdr   | Lla   | New   | Rhy   |
| ---------------- | ----- | ----- | ----- | ----- | ----- | ----- |
| Aberystwyth Town | ----- | 1-0   | 0-0   | 3-4   | 0-4   | 4-0   |
| Airbus UK        | 4-2   | ----- | 0-0   | 0-0   | 0-7   | 0-2   |
| Cefn Druids      | 2-1   | 3-1   | ----- | 3-2   | 1-2   | 4-1   |
| Llandudno        | 0-2   | 2-2   | 0-0   | ----- | 1-2   | 1-1   |
| Newtown          | 6-1   | 4-1   | 1-1   | 2-2   | ----- | 3-2   |
| Rhyl             | 2-2   | 2-1   | 0-2   | 1-1   | 0-2   | ----- |

### Calendario
| Andata (1ª) | Andata (1ª) | Prima giornata             | Ritorno (6ª) | Ritorno (6ª) |
|             |             |                            |              |              |
| 4 feb.      | 1-0         | Aberystwyth Town-Airbus UK | 2-4          | 18 mar.      |
| 4 feb.      | 1-2         | Llandudno-Newtown          | 2-2          | 19 mar.      |
| 4 feb.      | 0-2         | Rhyl-Cefn Druids           | 1-4          | 17 mar.      |

| Andata (2ª) | Andata (2ª) | Seconda giornata             | Ritorno (7ª) | Ritorno (7ª) |
|             |             |                              |              |              |
| 10 feb.     | 0-0         | Airbus UK-Llandudno          | 2-2          | 25 mar.      |
| 11 feb.     | 2-1         | Cefn Druids-Aberystwyth Town | 0-0          | 25 mar.      |
| 11 feb.     | 3-2         | Newtown-Rhyl                 | 2-0          | 26 mar.      |

| Andata (3ª) | Andata (3ª) | Terza giornata             | Ritorno (8ª) | Ritorno (8ª) |
|             |             |                            |              |              |
| 17 feb.     | 1-2         | Cefn Druids-Newtown        | 1-1          | 8 apr.       |
| 18 feb.     | 3-4         | Aberystwyth Town-Llandudno | 2-0          | 9 apr.       |
| 18 feb.     | 0-2         | Airbus UK-Rhyl             | 1-2          | 8 apr.       |

| Andata (4ª) | Andata (4ª) | Quarta giornata       | Ritorno (9ª) | Ritorno (9ª) |
|             |             |                       |              |              |
| 3 mar.      | 0-0         | Llandudno-Cefn Druids | 2-3          | 14 apr.      |
| 3 mar.      | 2-2         | Rhyl-Aberystwyth Town | 0-4          | 14 apr.      |
| 4 mar.      | 4-1         | Newtown-Airbus UK     | 7-0          | 14 apr.      |

| \| Andata (5ª) \| Andata (5ª) \| Quinta giornata \| Ritorno (10ª) \| Ritorno (10ª) \| \| \| \| \| \| \| \| 10 mar. \| 0-0 \| Airbus UK-Cefn Druids \| 1-3 \| 22 apr. \| \| 10 mar. \| 0-4 \| Aberystwyth Town-Newtown \| 1-6 \| 22 apr. \| \| 10 mar. \| 1-1 \| Llandudno-Rhyl \| 1-1 \| 22 apr. \| |             |                          |               |               |
| Andata (5ª) | Andata (5ª) | Quinta giornata          | Ritorno (10ª) | Ritorno (10ª) |
| |             |                          |               |               |
| 10 mar. | 0-0         | Airbus UK-Cefn Druids    | 1-3           | 22 apr.       |
| 10 mar. | 0-4         | Aberystwyth Town-Newtown | 1-6           | 22 apr.       |
| 10 mar. | 1-1         | Llandudno-Rhyl           | 1-1           | 22 apr.       |

## Play-off per l'Europa League
Il Bala Town vincendo la coppa nazionale, ha permesso al Newtown classificato in settima posizione, primo nella poule retrocessione, di prendere parte con le squadre dalla quarta alla sesta posizione ai play-off per la conquista dell'ultimo posto disponibile per la UEFA Europa League 2016-2017. Tutte le sfide si disputano in gara unica, in casa della squadra con il miglior piazzamento in classifica.

### Semifinali
| Arbitro: | D. John |

|                                              |           |                            |
| Taylor-Fletcher 5’ Nardiello 12’ Roberts 75’ | Marcatori | 19’ Boundford 26’ Mitchell |

| Arbitro: | L. Evans |

|               |           |                          |
| Griffiths 48’ | Marcatori | 60’ Roscrow 90+3’ Corsby |

### Finale
| Arbitro: | B. Markham-Jones |

|                |           |  |
| Rittenberg 31’ | Marcatori |  |

## Statistiche

### Squadre

#### Capolista solitaria
- dalla 2ª giornata: The New Saints

#### Classifica in divenire
Legenda:
| Colore | Significato |
| ------ | ----------- |
| verde  | vittoria    |
| bianco | pareggio    |
| rosso  | sconfitta   |

|                  | 1ª | 2ª | 3ª | 4ª | 5ª | 6ª | 7ª | 8ª | 9ª | 10ª | 11ª | 12ª | 13ª | 14ª | 15ª | 16ª | 17ª | 18ª | 19ª | 20ª | 21ª | 22ª |  | 23ª | 24ª | 25ª | 26ª | 27ª | 28ª | 29ª | 30ª | 31ª | 32ª |
| ---------------- | -- | -- | -- | -- | -- | -- | -- | -- | -- | --- | --- | --- | --- | --- | --- | --- | --- | --- | --- | --- | --- | --- |  | --- | --- | --- | --- | --- | --- | --- | --- | --- | --- |
| Aberystwyth Town | 0  | 3  | 6  | 6  | 6  | 6  | 6  | 9  | 9  | 9   | 12  | 13  | 16  | 16  | 16  | 16  | 16  | 16  | 19  | 22  | 23  | 23  |  | 26  | 26  | 26  | 27  | 27  | 27  | 28  | 31  | 34  | 34  |
| Airbus UK        | 3  | 3  | 3  | 3  | 3  | 3  | 6  | 7  | 10 | 10  | 11  | 12  | 12  | 12  | 12  | 12  | 12  | 12  | 12  | 12  | 12  | 15  |  | 15  | 16  | 16  | 16  | 17  | 20  | 21  | 21  | 21  | 21  |
| Bala Town        | 1  | 4  | 4  | 5  | 6  | 9  | 9  | 9  | 10 | 13  | 14  | 15  | 18  | 21  | 24  | 27  | 30  | 33  | 36  | 39  | 39  | 40  |  | 43  | 46  | 49  | 50  | 50  | 53  | 56  | 57  | 57  | 57  |
| Bangor City      | 3  | 3  | 6  | 9  | 12 | 12 | 13 | 13 | 14 | 17  | 18  | 21  | 24  | 24  | 27  | 27  | 27  | 30  | 33  | 36  | 36  | 36  |  | 36  | 39  | 42  | 42  | 45  | 45  | 46  | 49  | 52  | 52  |
| Cardiff MU       | 0  | 0  | 1  | 1  | 1  | 1  | 4  | 7  | 10 | 10  | 13  | 14  | 17  | 17  | 20  | 23  | 24  | 24  | 27  | 27  | 28  | 31  |  | 31  | 31  | 31  | 32  | 32  | 32  | 32  | 32  | 35  | 36  |
| Carmarthen Town  | 1  | 1  | 4  | 5  | 5  | 8  | 9  | 9  | 9  | 9   | 12  | 13  | 13  | 16  | 17  | 17  | 20  | 20  | 23  | 26  | 27  | 28  |  | 31  | 34  | 34  | 35  | 35  | 35  | 35  | 36  | 36  | 39  |
| Cefn Druids      | 0  | 3  | 4  | 5  | 6  | 6  | 6  | 7  | 8  | 11  | 11  | 12  | 12  | 12  | 13  | 16  | 19  | 19  | 19  | 19  | 19  | 20  |  | 23  | 26  | 26  | 27  | 28  | 31  | 32  | 33  | 36  | 39  |
| Connah's Quay    | 1  | 4  | 7  | 8  | 9  | 12 | 15 | 16 | 19 | 22  | 23  | 24  | 24  | 27  | 30  | 30  | 33  | 36  | 36  | 39  | 42  | 43  |  | 43  | 43  | 46  | 47  | 50  | 53  | 54  | 54  | 57  | 58  |
| Llandudno        | 1  | 1  | 1  | 4  | 7  | 8  | 8  | 9  | 10 | 13  | 13  | 14  | 15  | 18  | 18  | 18  | 19  | 22  | 22  | 22  | 25  | 26  |  | 26  | 27  | 30  | 31  | 32  | 33  | 34  | 34  | 34  | 35  |
| Newtown          | 1  | 4  | 4  | 4  | 5  | 6  | 7  | 7  | 7  | 7   | 7   | 7   | 8   | 11  | 11  | 14  | 14  | 17  | 17  | 17  | 18  | 19  |  | 22  | 25  | 28  | 31  | 34  | 35  | 38  | 39  | 42  | 45  |
| Rhyl             | 1  | 1  | 1  | 4  | 7  | 10 | 11 | 14 | 14 | 14  | 14  | 14  | 14  | 14  | 14  | 17  | 17  | 17  | 17  | 17  | 20  | 21  |  | 21  | 21  | 24  | 25  | 26  | 26  | 26  | 29  | 29  | 30  |
| The New Saints   | 3  | 6  | 9  | 12 | 15 | 18 | 21 | 24 | 27 | 30  | 33  | 36  | 39  | 42  | 45  | 48  | 51  | 54  | 57  | 60  | 63  | 64  |  | 67  | 67  | 67  | 70  | 73  | 76  | 79  | 82  | 82  | 85  |

#### Record
- Maggior numero di vittorie: The New Saints (28)
- Minor numero di vittorie: Airbus UK (5)
- Maggior numero di pareggi: Llandudno (14)
- Minor numero di pareggi: The New Saints (1)
- Maggior numero di sconfitte: Airbus UK (21)
- Minor numero di sconfitte: The New Saints (3)
- Miglior attacco: The New Saints (101 gol fatti)
- Peggior attacco: Llandudno (31 gol fatti)
- Miglior difesa: Connah's Quay (24 gol subiti)
- Peggior difesa: Airbus UK (78 gol subiti)
- Miglior differenza reti: The New Saints (+75)
- Peggior differenza reti: Airbus UK (-41)

### Individuali

#### Classifica marcatori
Fonte:
| Gol |  |  | Giocatore       | Squadra        |
| --- |  |  | --------------- | -------------- |
| 22  |  |  | Jason Oswell    | Newtown        |
| 15  |  |  | Alex Darlington | The New Saints |
| 15  |  |  | Greg Draper     | The New Saints |
| 14  |  |  | Mike Hayes      | Bala Town      |